# N-丙基-1,2-二苯基乙胺
N-丙基-1,2-二苯基乙胺是一种有机化合物，化学式为C17H21N。它可由二苯乙炔、正丙胺和氰基硼氢化钠在催化下反应制得；或由N-亚苄基丙胺和苄基溴化锌、三甲基氯硅烷反应制得。
它以狡詐家藥物出售，并在2023年在澳大利亚被检出。